# Fondation canadienne pour l'amélioration des services de santé
 (mai 2022).
La Fondation canadienne pour l'amélioration des services de santé (FCASS) est un organisme sans but lucratif et non partisan situé à Ottawa (Canada) qui collabore avec des autorités gouvernementales, des responsables de politiques, des chercheurs, des cliniciens de première ligne et des praticiens chevronnés, ainsi qu’avec des organismes sans but lucratif et professionnels afin d’accélérer l’amélioration des services de santé et de transformer les systèmes de soins de santé au Canada.

## Histoire
La FCASS a été créée en 1996 grâce à une dotation du gouvernement fédéral canadien. Initialement connue sous le nom de Fondation canadienne de la recherche sur les services de santé (FCRSS) (le nom a été changé en 2012), la FCASS fournit son appui aux changements dans le mode d’organisation, de financement, de gestion et de prestation des services de santé au Canada,. La Fondation s’emploie à résoudre des problèmes urgents en matière de services de santé, notamment les délais, les soins primaires et ceux axés sur le patient. La FCASS s’occupe également d’organiser des rencontres entre les décideurs pour faciliter le dialogue et améliorer la collaboration, afin d’obtenir, selon sa vision, « une prestation en temps opportun de services appropriés et de grande qualité qui améliore la santé des Canadiens »,,.
La présidente actuelle de la FCASS est Maureen O'Neil, O.C., qui occupe ce poste depuis 2008; le Dr Brian Postl, doyen de la Faculté de médecine de l’Université du Manitoba, est le président du Conseil d’administration,. Madame O'Neil est également présidente du Conseil consultatif sur la responsabilité sociale des entreprises d’Exportation et développement Canada, et membre du conseil de cyberSanté Ontario,.

## Mission
Selon son site Web, les programmes de la FCASS comprennent les collaborations, la recherche appliquée et l’analyse des politiques, l’éducation et la formation ainsi que l’évaluation et la gestion du rendement. La Fondation a pour objectif d’améliorer l’efficacité et la coordination des services de santé au Canada et de faire en sorte que les systèmes de santé canadiens soient plus axés sur le patient et la famille.
La FCASS travaille en étroite collaboration avec Santé Canada ainsi qu’avec un grand nombre d’autorités sanitaires provinciales et territoriales à l’échelle du pays. Elle fournit également son appui aux efforts d'amélioration déployés par les grands organismes régionaux tels les hôpitaux, les cliniques, les établissements de soins communautaires de quartiers à l’échelle du Canada, dans le but d’accélérer l’amélioration des services de santé. Dans le cadre de son mandat, la FCASS a intégré l’évaluation et la gestion du rendement dans toutes ses initiatives de collaboration pour s'assurer que tous les programmes soient efficients, adaptés et productifs. 
Depuis 2007, la FCASS organise une conférence annuelle, « le Forum des PDG », un événement d'une journée auquel participent des présidents-directeurs généraux, des hauts dirigeants, des sous-ministres et d'éminents spécialistes pour discuter de leurs connaissances, perspectives et expériences sur des questions importantes liées aux politiques et à la gestion des services de santé. Le Forum des PDG 2013, tenu à Montréal en partenariat avec les Affaires publiques d’Ipsos, s’intitulait « Les services de santé axés sur le patient et la famille et l'efficacité : deux objectifs complémentaires? », et portait sur les structures de prestations des services.

## Programmes
La FCASS a mis sur pied un programme sur la participation du patient qui met à contribution des cadres supérieurs d’organismes de santé et des responsables des politiques de partout au Canada, ainsi que des patients, des familles et des soignants afin d’améliorer la conception, la prestation et l’évaluation des services de santé, de façon que ces services soient axés sur les besoins des patients et des familles,,,.
La Fondation a inauguré l’initiative de Collaboration des organismes de santé de l’Atlantique en matière d’innovation et d’amélioration dans le traitement des maladies chroniques en 2012, une approche axée sur le patient afin de mieux gérer les maladies chroniques au Canada Atlantique. Ce programme consiste à faire participer conjointement des autorités sanitaires régionales des quatre provinces de la région à l’élaboration d’approches de gestion des maladies chroniques rentables et en mettant l’accent sur les besoins des patients et de leur famille. Selon la présidente-directrice générale de la régie de la santé Capital en Nouvelle-Écosse qui participe à ce programme, c’est « une des collaborations en santé les plus importantes jamais connues » dans la région.
La Fondation a également collaboré avec le ministère de la Santé et des Services sociaux des Territoires du Nord-Ouest afin d’élaborer une approche de gestion intégrée des maladies chroniques à l’échelle du territoire qui soit centrée sur le diabète, les maladies rénales et les maladies mentales et adaptée à la culture.
Conformément à l’Initiative sur le partage des connaissances et le développement des compétences au Québec, la FCASS travaille en partenariat pour offrir un programme de formation et appuyer les centres de santé et de services sociaux afin d’améliorer l’expérience des patients et des familles en matière de services de santé, et d’optimiser l’utilisation des ressources,.

## Bourses et formation
L'un des programmes phares de la FCASS est le programme de quatorze mois de Formation en utilisation de la recherche pour cadres qui exercent dans le domaine de la santé (FORCES). Le programme offre des bourses auxquelles des professionnels de la santé occupant des postes de niveau supérieur, y compris des médecins-cadres et des infirmières gestionnaires, peuvent postuler, et fournit de la formation dans la mise en application des données de recherche, ainsi que du perfectionnement des compétences en vue d'améliorer le fonctionnement de leur organisme. Plusieurs partenaires fournissent leur appui au programme FORCES, y compris l'Association des infirmières et infirmiers du Canada et l'Association médicale canadienne,.
En partenariat avec le Fonds du Commonwealth, la FCASS fournit à un Canadien l’occasion de participer au Programme de bourses Harkness en compagnie de collègues d’autres pays. Cette bourse permet à des chercheurs, des responsables de politiques, des journalistes et d’autres professionnels à mi- carrière de passer douze mois aux États-Unis pour mener une étude technique sur un sujet relié aux politiques de santé, en consultation avec un mentor expert dans le domaine,.
En hommage au Dr Arnold Naimark, la bourse Naimark est octroyée chaque année à des chefs de file dans le domaine des services de santé qui font preuve d’excellence professionnelle et de réalisations exceptionnelles en matière d’amélioration. Le prix annuel du Leadership au service de l’excellence de la FCASS reconnaît un leader des services de santé qui a réussi à mettre en œuvre des innovations éclairées par les données probantes dans la prestation de soins et de services de santé.
La série de webinaires Sur appel de la FCASS en est à sa sixième année et porte sur la transformation des systèmes de santé, la participation des patients et des citoyens, les besoins en santé de la population, ainsi que sur la santé mentale.

## Quelques publications
- Une stratégie novatrice en transformation organisationnelle : la création et la mise en œuvre d’un bureau de soutien à la transition au sein d’un centre universitaire de santé[29]
- Des connaissances en action : le Laboratoire d'innovation en gestion et en gouvernance des services de santé[30]
- Accélération de l’amélioration des services de santé au Canada : examen des options stratégiques pour appuyer, améliorer et transformer les services de santé[31],[32]
- Le financement des services sociaux et de santé à Montréal (Québec) : Examen des méthodes et du rôle possible des incitatifs financiers[33]
- Examen du rôle potentiel des incitations financières dans le financement des services de santé au Canada[34]
- Le renforcement des soins primaires par la collaboration entre les services de première ligne et les services de santé publique[35]
- Étude comparative de trois systèmes de santé porteurs de changement : leçons pour le Canada[36]
- Série continue d’articles À bas les mythes qui, à l’aide des données probantes, remettent en question des croyances largement répandues concernant le système de santé au Canada et qui sont traduits en plusieurs langues[37].

## Quelques-uns des partenaires
- Association des infirmières et infirmiers du Canada
- Association médicale canadienne
- Collège canadien des leaders en santé
- Ministère de la Santé et des Services sociaux des Territoires du Nord-Ouest
- Conseil tribal de North Shore
- EvidenceNetwork.ca
- Initiative sur le partage des connaissances et le développement des compétences
- Régie de la santé Capital (Halifax)
- Institut national de santé publique du Québec
- Institut canadien pour la sécurité des patients